# Plinsko polje Sawan
Plinsko polje Sawan je nalazište plina u pakistanskoj provinciji Sindh gdje koncesiju na eksploataciju plina imaju četiri naftne kompanije: pakistanski PPL, talijanski Eni, austrijski OMV te češki MND. Riječ je o joint venture udruženju tih tvrtki zajedno s pakistanskom Vladom.
Nalazište plina je otkriveno 1998. godine dok je posao eksploatacije samog energenta započelo 22. listopada 2003.
Postoji ukupno 15 bušotina te se iz njih 14 crpi plin čime se dnevno dostavlja 8,7 milijuna m3. Komercijalno iskoristive rezerve plinskog energenta iznose 45 milijardi m3. Time je Sawan jedno od najvećih nalazišta zemnog plina u Pakistanu.
Glavni operater plinskog nalazišta ali i obližnjeg aerodroma Sawan je austrijski OMV. Zračna luka je izgrađena za potrebe prijevoza zaposlenog osoblja.